# 송도현
송도현(2011년 5월 17일 ~ )은 대한민국의 유튜버이자 가수이다. 내일은 미스터트롯2의 참가자이다.내일은 미스터트롯2 최종 10위(Top10)이다.

## 개요
대한민국의 트로트 신동으로 여러 방송 및 행사에 출연하고 있다.
3년간 전문가의 배움이 없이 오직 아빠에게 방구석에서 트로트를 배우고 미스터트롯2에 생에 처음으로 출연하게 되어 최종 10위까지 오르게 되는 쾌거를 이룬 실력자다. 다른 참가자들과 달리 여느 공개 매체에도 출연 한 적이 없으며 방송에 처음으로 나와 떨림과 긴장감을 이겨내고 오직 자신의 실력과 매력만으로 탑7 졀정전까지 진출하게 된다. 탑7 결정전에서 치러진 무대에서 마스터 최종 집계 점수는 7위로 최종 결승(탑7)에 진출하나 싶었지만 마지막 대국민 문자 투표에서 데뷔 3개월도 안 된 상황에서 다른 성인 경쟁자 대비 현저히 적은 팬덤과 인지도로 인해 최종 10위로 밀려나며 공식적인 경연을 마치게 된다. 결승전 무대까지 녹화를 했지만 결국 본방송에서는 그 무대를 보지 못하게 된다. 이후 갈라쇼에서 그의 결승전 미공개 영상을 공개하게 되고 이때 마스터들에게 극찬을 받으며 모든 경연을 마무리하게 된다.   

## 방송
- TV조선 내일은 미스터트롯 2

## 여담
- 미스터트롯2 본선 2차전부터 함께 동행하는 유소년 멤버인 박성온, 황민호는 미스터트롯2 이전부터 유명세를 탔던 것과 달리 송도현은 이 무대가 정말 데뷔무대이다. 그래서 노래를 부르기 전에는 긴장한 모습을 많이 보여주며 노래가 시작되면 씩씩한 모습으로 바뀐다.

- 왼손잡이다. 미스터트롯2 본선 1차전 팀미션때 회의 시 왼손으로 필기하는 모습과 본선 3차전에서 장송호의 집에서 식사를 할때 왼손으로 음식을 먹고 라면을 건져 먹는 것이 포착 되었다.

- 본선 2차전 당시에 <배 띄워라>를 부르려고 했지만 제작진이 어려울거 같다고 해서 부르지 못했다. 송도현 공식 유튜브를 보면 <배 띄워라>를 부르는 영상이 있는데 일주일 연습 했음에도 불구하고 수준급에 실력을 보인다. 2년 전에 부른 것임에도 뛰어난 실력을 선보이는데 2년 후인 본선 2차전 당시 불렀어도 송가인을 이긴 박성온을 이겼을 거 같다는 평이 존재할 정도로 몰입감과 흡입력이 있다.

- 본선 4차전 2라운드 : 한 곡 듀엣 대결에서 마스터 점수로는 패 했지만 관객 점수로는 32점 차이로 승리를 했다. 송도현은 9위로 TOP 10에 올라서게 되었다.

- 미스터트롯1에 나왔던 홍잠언과 미스트롯2에 나왔던 임서원, 김지율과 동갑이며, 이들 중 트롯시리즈에서 성적이 제일 좋다. 이를 기재한 이유는 홍잠언, 임서원, 김지율 또한 방송 전부터 이름이 있었음에도 전혀 무명인 송도현이 이들을 뛰어 넘었다는 것이다. 하지만 송도현보다 한살 어린 김태연이 이미 미스트롯2에서 결승전을 갔기에 최연소 신기록은 이미 아니었다.